# トマス・J・ターナー

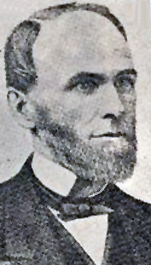
トマス・J・ターナー

トマス・J・ターナー (Thomas J. Turner) として知られる、トマス・ジョンストン・ターナー（Thomas Johnston Turner、1815年4月5日 - 1874年4月4日）は、イリノイ州選出のアメリカ合衆国下院議員。

## 経歴
トマス・ターナーは、オハイオ州トランブル郡に生まれ、中等教育を修了した。1825年に両親とともにペシルベニア州バトラー郡に移り住んだ。その後、1837年にインディアナ州レイク郡、1838年にイリノイ州フリーポートへと転居した。法律を学び、1840年に法曹資格を得て、フリーポートで弁護士として活動した。1842年には、スティーブンソン郡の遺書検認裁判所の裁判官を務めた。また、1844年にはフリーポートの郵便局長、1845年には州地方検事も務めた。スティーブンソン郡最初の週刊新聞『Prairie Democrat』を創刊したのもターナーであった。
ガリーナ・アンド・シカゴ・ユニオン鉄道が、フリーポートまでの延伸のために出資者を求めた際には、地元の有力者たちを説得して株式を購入させ、1853年に実現した延伸の功労者となった。
ターナーは、民主党から出馬して、第30回合衆国議会の下院議員に選出された。1854年には州議会下院議員となり、議長を務めた。
1855年には、フリーポートの初代市長に選出された。1861年には、戦争の危機を回避すべくワシントンD.C.で開催された和平会談に、代表として派遣された。1861年5月24日に、北軍に参加し、第15イリノイ義勇歩兵連隊に大佐となった。1862年には、健康を害して退役した。
1863年には、（州の）憲法制定会議の議員となった。1871年には、民主党からアメリカ合衆国上院議員に立候補したが、落選した。同年にシカゴへ移り住み、弁護士としての活動を再開した。ターナーは、1874年4月4日にアーカンソー州ホットスプリングスで死去し、イリノイ州フリーポートの  the City Cemetery に埋葬された。